# Kusokrywka wielka
Kusokrywka wielka (Necydalis major) – chrząszcz z rodziny kózkowatych.
Długość 27-32 mm (samice), 22-28 mm (samce). Owad posiada charakterystyczne, silnie skrócone pokrywy spod których wystają skrzydła błoniaste. Larwy tego chrząszcza rozwijają się w martwych pniach topól, wierzb i wiśni. Młode osobniki dorosłe pojawiają się w czerwcu i lipcu.